# غار بای‌بلاغ
غار بای‌بلاغ {{ازبکی|Boybuloq) یک غار در ازبکستان است که در ولایت سرخان‌دریا واقع شده‌است.